# Хайчжоу (Ляньюньган)
Хайчжо́у (кит. упр. 海州, пиньинь Hǎizhōu) — район городского подчинения городского округа Ляньюньган провинции Цзянсу (КНР). Район назван в честь средневековой административной единицы.

## История
После образования первого в истории Китая централизованного государства — империи Цинь — эти земли были включены в состав округа Дунхай (东海郡, «Восточный морской округ»).
В эпоху Восточной Вэй в 549 году была впервые создана область Хайчжоу (海州, «Морская область»).
После основания империи Суй округ Дунхай был в 583 году расформирован, а 607 году область Хайчжоу была переименована в округ Дунхай.
Во времена империи Тан административное устройство страны менялось несколько раз: одни императоры упраздняли области и вводили округа, другие поступали наоборот. В результате в 622 году вновь была образована область Хайчжоу, в 742 году она вновь стала округом Дунхай, а в 758 году округ Дунхай вновь стал областью Хайчжоу.
Во времена монгольской империи Юань область Хайчжоу была в 1279 году преобразована в Хайнинскую управу (海宁府), а в 1284 году Хайнинская управа стала областью Хайнин (海宁州). После основания китайской империи Мин область Хайнин была в 1368 году вновь переименована в Хайчжоу. В маньчжурской империи Цин область Хайчжоу была сначала подчинена Хуайаньской управе (淮安府), а с 1724 года стала «непосредственно управляемой» (то есть была подчинена напрямую властям провинции Цзянсу, минуя промежуточное звено в виде управы).
После Синьхайской революции в Китае была проведена реформа структуры административного деления, и области были упразднены; земли, ранее напрямую подчинявшиеся властям области Хайчжоу, с 1913 года стали уездом Дунхай (东海县). В 1935 году решением правительства Китайской республики на смежных частях уездов Дунхай и Гуаньюнь был создан город Ляньюнь (连云市).
Во время гражданской войны 6 ноября 1948 года Ляньюнь был взят частями НОАК. Коммунисты создали в этих местах район Цзиньпин (锦屏区).
После образования КНР район Юньтай и города Ляньюнь и Синьхай были объединены в ноябре 1949 года в город Синьхайлянь (新海连市) провинции Шаньдун, Цзиньпин стал районом Синьхайляня. В июле 1952 года район Цзиньпин был переименован в Хайчжоу.
1 января 1953 года город Синьхайлянь был передан в состав провинции Цзянсу, где вошёл в состав Специального района Сюйчжоу (徐州专区); в 1961 году Синьхайлянь был переименован в Ляньюньган.
В 1983 году районы Синьпу (新浦区) и Хайчжоу были объединены в район Синьхай (新海区), но в 1986 году они были воссозданы. В 2014 году район Синьпу был вновь присоединён к району Хайчжоу.

## Административное деление
Район делится на 5 уличных комитетов и 3 посёлка.